# Indy Racing League 2001
Indy Racing League 2001 – był szóstym sezonem w amerykańskiej formule Indy Racing League, który trwał od 18 marca do 6 października 2001. W sezonie rozegrano 13 wyścigów. Zwyciężył Amerykanin – Sam Hornish Jr., zdobywając 503 pkt w łącznej klasyfikacji końcowej.

## Kalendarz
| Runda | Data           | Wyścig                         | Tor                              | Miejsce   | Pole Position   | Najszybsze okr. | Najdłużej na prowadzeniu | Zwycięzca         |
| ----- | -------------- | ------------------------------ | -------------------------------- | --------- | --------------- | --------------- | ------------------------ | ----------------- |
| 1     | 18 marca       | Pennzoil Copper World Indy 200 | Phoenix International Raceway    | Arizona   | Greg Ray        | Billy Boat      | Sam Hornish Jr.          | Sam Hornish Jr.   |
| 2     | 8 kwietnia     | Infiniti Grand Prix of Miami   | Homestead-Miami Speedway         | Floryda   | Jeff Ward       | Sam Hornish Jr. | Sam Hornish Jr.          | Sam Hornish Jr.   |
| 3     | 29 kwietnia    | zMax 500                       | Atlanta Motor Speedway           | Georgia   | Greg Ray        | Greg Ray        | Greg Ray                 | Greg Ray          |
| 4     | 27 maja        | 85th Indianapolis 500          | Indianapolis Motor Speedway      | Indiana   | Scott Sharp     | Sam Hornish Jr. | Hélio Castroneves        | Hélio Castroneves |
| 5     | 9 czerwca      | Casino Magic 500               | Texas Motor Speedway             | Teksas    | Mark Dismore    | Eddie Cheever   | Greg Ray                 | Scott Sharp       |
| 6     | 17 czerwca     | Radisson 200                   | Pikes Peak International Raceway | Kolorado  | Greg Ray        | Billy Boat      | Sam Hornish Jr.          | Buddy Lazier      |
| 7     | 30 czerwca     | SunTrust Indy Challenge        | Richmond International Raceway   | Wirginia  | Jaques Lazier   | Buddy Lazier    | Buddy Lazier             | Buddy Lazier      |
| 8     | 8 lipca        | Ameristar Casino Indy 200      | Kansas Speedway                  | Kansas    | Scott Sharp     | Mark Dismore    | Eddie Cheever            | Eddie Cheever     |
| 9     | 21 lipca       | Harrah’s 200                   | Nashville Superspeedway          | Tennessee | Greg Ray        | Buddy Lazier    | Sam Hornish Jr.          | Buddy Lazier      |
| 10    | 12 sierpnia    | Belterra Resort Indy 300       | Kentucky Speedway                | Kentucky  | Scott Sharp     | Mark Dismore    | Scott Sharp              | Buddy Lazier      |
| 11    | 26 sierpnia    | Gateway Indy 250               | Gateway International Raceway    | Illinois  | Sam Hornish Jr. | Robbie Buhl     | Sam Hornish Jr.          | Al Unser Jr.      |
| 12    | 2 września     | Delphi Indy 200                | Chicagoland Speedway             | Illinois  | Jaques Lazier   | Robbie Buhl     | Jaques Lazier            | Jaques Lazier     |
| 13    | 6 października | Chevy 500                      | Texas Motor Speedway             | Teksas    | Sam Hornish Jr. | Felipe Giaffone | Sam Hornish Jr.          | Sam Hornish Jr.   |

## Klasyfikacja
| Miejsce | Kierowca              | Zespół                     | Podwozie | Silnik            | Suma punktów | PHO | HOM | ATL | IND | TX1 | PIP | RIC | KAN | NAS | KEN | GAT | CHI | TX2 |
| ------- | --------------------- | -------------------------- | -------- | ----------------- | ------------ | --- | --- | --- | --- | --- | --- | --- | --- | --- | --- | --- | --- | --- |
| 1       | Sam Hornish Jr.       | Panther Racing             | Dallara  | Oldsmobile Aurora | 503          | 52  | 52  | 32  | 16  | 35  | 42  | 40  | 40  | 30  | 35  | 37  | 40  | 52  |
| 2       | Buddy Lazier          | Hemelgarn Racing           | Dallara  | Oldsmobile Aurora | 398          | 35  | 10  | 28  | 12  | 32  | 50  | 52  | 30  | 50  | 50  | 17  | 19  | 13  |
| 3       | Scott Sharp           | Kelley Racing              | Dallara  | Oldsmobile Aurora | 355          | 32  | 24  | 40  | 1   | 50  | 24  | 30  | 13  | 30  | 42  | 24  | 5   | 40  |
| 4       | Billy Boat            | Beck Motorsports           | Dallara  | Oldsmobile Aurora | 313          | 30  | 17  | 16  | 22  | 30  | 32  | 12  | 22  | 40  | 28  | 28  | 18  | 18  |
| 5       | Eliseo Salazar        | A.J. Foyt Racing           | Dallara  | Oldsmobile Aurora | 308          | 40  | 35  | 30  | 26  | 26  | 16  | 18  | 26  | 19  | 15  | 13  | 12  | 32  |
| 6       | Felipe Giaffone       | Treadway/Hubbard Racing    | G-Force  | Oldsmobile Aurora | 304          | 28  | 32  | 20  | 20  | 40  | 26  | 19  | 32  | 24  | 24  | 10  | 20  | 9   |
| 7       | Al Unser Jr.          | Galles Racing              | G-Force  | Oldsmobile Aurora | 287          | 7   | 28  | 13  | 1   | 24  | 19  | 35  | 10  | 16  | 32  | 50  | 24  | 28  |
| 8       | Eddie Cheever         | Cheever Racing             | Dallara  | Nissan Infiniti   | 261          | 11  | 22  | 6   | 4   | 18  | 29  | 17  | 52  | 15  | 9   | 32  | 35  | 12  |
| 9       | Buzz Calkins          | Bradley Motorsports        | Dallara  | Oldsmobile Aurora | 242          | 22  | 14  | 35  | 18  | 15  | 15  | 20  | 17  | 22  | 14  | 8   | 22  | 20  |
| 10      | Airton Daré           | TeamXtreme Racing          | G-Force  | Oldsmobile Aurora | 239          | 20  | 7   | 22  | 24  | 11  | 30  | 15  | 28  | 13  | 10  | 22  | 11  | 26  |
| 11      | Jeff Ward             | Heritage Motorsports       | G-Force  | Oldsmobile Aurora | 238          | 26  | 30  | 26  | 6   | 14  | 18  | 24  | –   | 10  | 20  | 26  | 32  |     |
| 11      | Jeff Ward             | Heritage Motorsports       | G-Force  | Nissan Infiniti   | 238          |     |     |     |     |     |     |     |     |     |     |     |     | 6   |
| 12      | Robbie Buhl           | Dreyer & Reinbold Racing   | G-Force  | Nissan Infiniti   | 237          | 19  | 6   | 10  | 15  | 9   | 35  | 22  | 9   | 17  | 22  | 30  | 8   | 35  |
| 13      | Shigeaki Hattori      | Vertex-Cunningham Racing   | G-Force  | Oldsmobile Aurora | 215          | 17  | 15  |     |     |     |     |     |     |     |     |     |     |     |
| 13      | Shigeaki Hattori      | Vertex-Cunningham Racing   | Dallara  | Oldsmobile Aurora | 215          |     |     | 24  | –   | 20  | 9   | 16  | 24  | 26  | 26  | 15  | 9   | 14  |
| 14      | Mark Dismore          | Kelley Racing              | Dallara  | Oldsmobile Aurora | 205          | 5   | 26  | 4   | 14  | 10  | 17  | 28  | 19  | 14  | 8   | 40  | 13  | 7   |
| 15      | Donnie Beechler       | A.J. Foyt Racing           | Dallara  | Oldsmobile Aurora | 204          | –   | –   | –   | 5   | 28  | 14  | 26  | 35  | 20  | 30  | 16  | 30  | –   |
| 16      | Robby McGehee         | Cahill Racing              | Dallara  | Oldsmobile Aurora | 196          | 24  | 18  | 9   | 19  | 16  | –   | –   | 20  | 32  | 12  | 20  | 10  | 16  |
| 17      | Jaques Lazier         | Byrd Motorsports           | G-Force  | Oldsmobile Aurora | 195          | –   | –   | –   | 8   |     |     |     |     |     |     |     |     |     |
| 17      | Jaques Lazier         | TeamXtreme Racing          | G-Force  | Oldsmobile Aurora | 195          |     |     |     |     | 22  | 13  | 11  |     |     |     |     |     |     |
| 17      | Jaques Lazier         | Sam Schmidt Racing         | Dallara  | Oldsmobile Aurora | 195          |     |     |     |     |     |     |     | 12  | 35  | 18  |     |     |     |
| 17      | Jaques Lazier         | Team Menard                | Dallara  | Oldsmobile Aurora | 195          |     |     |     |     |     |     |     |     |     |     | 14  | 52  | 10  |
| 18      | Greg Ray              | Team Menard                | Dallara  | Oldsmobile Aurora | 193          | 8   | 9   | 52  | 13  | 21  | 12  | 9   | 16  | 12  | 17  | –   | –   |     |
| 18      | Greg Ray              | A.J. Foyt Racing           | Dallara  | Nissan Infiniti   | 193          |     |     |     |     |     |     |     |     |     |     |     |     | 24  |
| 19      | Didier André          | Galles Racing              | G-Force  | Oldsmobile Aurora | 188          | 3   | 20  | 17  | –   | 13  | 11  | 32  | 14  | 9   | 19  | 18  | 17  | 15  |
|         | Sarah Fisher          | Walker Racing              | Dallara  | Oldsmobile Aurora | 188          | 13  | 40  | 19  | 1   | 12  | 20  | 13  | 18  | 11  | 11  | 19  | 6   | 5   |
| 21      | Billy Roe             | Zali Racing                | G-Force  | Oldsmobile Aurora | 101          | –   | –   | –   | –   | 17  | 10  | 10  | 8   | 18  | 18  | 7   | 7   | 8   |
| 22      | Jeret Schroeder       | PDM Racing                 | Dallara  | Oldsmobile Aurora | 77           | 4   | 16  | 11  | 10  | 7   | –   | 14  | 15  | –   | –   | –   | –   | –   |
| 23      | Jon Herb              | Tri-Star Motorsorts        | Dallara  | Oldsmobile Aurora | 70           | –   | 5   | 14  | 3   | –   | –   | –   | 11  | –   | –   | –   |     |     |
| 23      | Jon Herb              | Racing Professionals       | G-Force  | Oldsmobile Aurora | 70           |     |     |     |     |     |     |     |     |     |     |     | 15  | 22  |
| 24      | Hélio Castroneves     | Penske Racing              | Dallara  | Oldsmobile Aurora | 64           | 12  | –   | –   | 52  | –   | –   | –   | –   | –   | –   | –   | –   | –   |
| 25      | Rick Treadway         | Treadway/Hubbard Racing    | G-Force  | Oldsmobile Aurora | 59           | –   | –   | –   | –   | –   | –   | –   | –   | –   | 13  | –   | 16  | 30  |
| 26      | Davey Hamilton        | Sam Schmidt Racing         | Dallara  | Oldsmobile Aurora | 54           | 11  | 12  | 7   | 6   | –   | –   | –   | –   | –   | –   | –   | –   | –   |
| 27      | Richie Hearn          | Sam Schmidt Racing         | Dallara  | Oldsmobile Aurora | 50           | –   | –   | –   | –   | –   | 22  | –   | –   | –   | –   | –   | 28  | –   |
| 28      | Gil de Ferran         | Penske Racing              | Dallara  | Oldsmobile Aurora | 46           | 6   | –   | –   | 40  | –   | –   | –   | –   | –   | –   | –   | –   | –   |
| 29      | Laurent Rédon         | Mi-Jack Conquest Racing    | Dallara  | Oldsmobile Aurora | 45           | –   | –   | –   | –   | –   | –   | –   | –   | –   | –   | –   | 26  | 19  |
| 30      | Brandon Erwin         | McCormack Motorsports      | G-Force  | Oldsmobile Aurora | 40           | 16  | 13  | 3   | –   | 8   | –   | –   | –   | –   | –   | –   | –   | –   |
| 31      | Stan Wattles          | Hemelgarn Racing           | Dallara  | Oldsmobile Aurora | 36           | 14  | 4   | 18  | –   | –   | –   | –   | –   | –   | –   | –   | –   | –   |
|         | Casey Mears           | Galles Racing              | G-Force  | Oldsmobile Aurora | 36           | 10  | 19  | 7   | –   | –   | –   | –   | –   | –   | –   | –   | –   | –   |
|         | Chris Menninga        | Hemelgarn Racing           | Dallara  | Oldsmobile Aurora | 36           | –   | –   | –   | –   | –   | –   | –   | –   | –   | –   | 11  | 14  | 11  |
| 34      | Michael Andretti      | Team KOOL Green            | Dallara  | Oldsmobile Aurora | 35           | –   | –   | –   | 35  | –   | –   | –   | –   | –   | –   | –   | –   | –   |
| 35      | Stéphane Grégoire     | Dick Simon Racing          | Dallara  | Oldsmobile Aurora | 34           | 9   | 8   | 15  |     |     |     |     |     |     |     |     |     |     |
| 35      | Stéphane Grégoire     | Heritage Motorsports       | G-Force  | Oldsmobile Aurora | 34           |     |     |     | 2   | –   | –   | –   | –   | –   | –   | –   | –   | –   |
| 36      | Jimmy Vasser          | Ganassi Racing             | G-Force  | Oldsmobile Aurora | 32           | –   | –   | –   | 32  | –   | –   | –   | –   | –   | –   | –   | –   | –   |
| 37      | Bruno Junqueira       | Ganassi Racing             | G-Force  | Oldsmobile Aurora | 30           | –   | –   | –   | 30  | –   | –   | –   | –   | –   | –   | –   | –   | –   |
| 38      | Anthony Lazzaro       | Sam Schmidt Racing         | G-Force  | Oldsmobile Aurora | 29           | –   | –   | –   | –   | –   | –   | –   | –   | –   | –   | 12  | –   | 17  |
| 39      | Tony Stewart          | Ganassi Racing             | G-Force  | Oldsmobile Aurora | 28           | –   | –   | –   | 28  | –   | –   | –   | –   | –   | –   | –   | –   | –   |
| 40      | Cory Witherill        | Indy Regency Racing        | G-Force  | Oldsmobile Aurora | 19           | –   | –   | 8   | 11  | –   | –   | –   | –   | –   | –   | –   | –   | –   |
| 41      | Arie Luyendyk         | Treadway/Hubbard Racing    | G-Force  | Oldsmobile Aurora | 17           | –   | –   | –   | 17  | –   | –   | –   | –   | –   | –   | –   | –   | –   |
| 42      | Tyce Carlson          | Tri-Star Motorsports       | Dallara  | Oldsmobile Aurora | 15           | 15  | –   | –   | –   | –   | –   | –   | –   | –   | –   | –   | –   | –   |
| 43      | John Hollansworth Jr. | Blueprint Racing           | G-Force  | Oldsmobile Aurora | 12           | –   | 12  | –   | –   | –   | –   | –   | –   | –   | –   | –   | –   | –   |
| 44      | Robby Gordon          | A.J. Foyt Racing/Childress | Dallara  | Oldsmobile Aurora | 9            | –   | –   | –   | 9   | –   | –   | –   | –   | –   | –   | –   | –   | –   |
|         | Alex Barron           | Sam Schmidt Racing         | Dallara  | Oldsmobile Aurora | 9            | –   | –   | –   | –   | –   | –   | –   | –   | –   | –   | 9   | –   | –   |
| 46      | Jack Miller           | Cahill Racing              | Dallara  | Oldsmobile Aurora | 5            | –   | –   | 5   | –   | –   | –   | –   | –   | –   | –   | –   | –   | –   |
| 47      | Nicolas Minassian     | Ganassi Racing             | G-Force  | Oldsmobile Aurora | 1            | –   | –   | –   | 1   | –   | –   | –   | –   | –   | –   | –   | –   | –   |
|         | Scott Goodyear        | Cheever Racing             | Dallara  | Nissan Infiniti   | 1            | –   | –   | –   | 1   | –   | –   | –   | –   | –   | –   | –   | –   | –   |